# Hamanumida bicolor
Hamanumida bicolor är en fjärilsart som beskrevs av Ungemach 1932. Hamanumida bicolor ingår i släktet Hamanumida och familjen praktfjärilar. Inga underarter finns listade i Catalogue of Life.